# Getulio Alviani
Getulio Alviani (* 5. September 1939 in Udine; † 24. Februar 2018 in Mailand) war ein italienischer Maler, Objektkünstler, Vertreter der Op-Art und der Kinetischen Kunst.

## Leben und Werk
Seit seiner Kindheit zeigte Alviani großes Talent für Design und geometrische Zeichnungen. Er begann seine Ausbildung in Venedig an der dortigen Kunstschule, hatte aber schon bald wenig Interesse an seinen Studien, und begann stattdessen nachmittags in Venedigs Museen die klassischen Meisterwerke zu studieren. Er begann auch mit kleineren Arbeiten für lokale Architekten und Künstlern zum Beispiel Farb-Radierungen. Seine ersten künstlerischen Arbeiten waren die Drähte, inspiriert von Elektro-Überlandleitungen.
Er war fasziniert von polierten Aluminium-Oberflächen, die er in einer Fabrik sah, in der er tätig war: nach weiterem Polieren und Abrieb der Oberflächen wurden sie zu seinem Wahrzeichen Superfici ein testura vibratile („Schwingende Textur-Oberflächen“), die ihm internationale Anerkennung verschafften.
Seine Aluminium-Oberflächen stellte er 1961 in Zagreb auf der Ausstellung Nove Tendencije aus, zusammen mit anderen Künstlern die ähnliche Wege gingen: die Erforschung der Möglichkeiten einer dynamischen Interaktion zwischen Kunst und dem Betrachter. Er begann einen regen Austausch von Ideen mit Künstlern wie Julio Le Parc, Alberto Biasi, François Morellet und Enrico Castellani, und war in den Studios der Groupe de Recherche d’Art Visuel (GRAV) in Paris aktiv.
Nach dem Umzug nach Mailand 1963, freundete er sich mit Piero Manzoni und Lucio Fontana an, der sehr an seinen Arbeiten interessiert war und einige seiner „Oberflächen“ kaufte. Er arbeitete auch mit anderen berühmten Künstlern wie Max Bill und Josef Albers zusammen. Im Jahr 1964 wurde er auf die Biennale von Venedig eingeladen, um in einem Raum mit Enrico Castellani auszustellen. Im Jahr 1968 war er Teilnehmer der 4. documenta in Kassel.
Im Jahr 1965 nahm er an der Ausstellung The Responsive Eye im Museum of Modern Art in New York City teil, zusammen mit den weltweit bekanntesten Künstlern der kinetischen Kunst. Seine Arbeit war so erfolgreich, dass sie vom MoMA als Titelbild für die nächste Ausstellung des Museums: The New Acquisitions („Die Neuerwerbungen“) gewählt wurde.
In den 1970er Jahren reiste er nach Südamerika und wurde auf Anfrage von Jesús Rafael Soto mit der Leitung des Museums für Moderne Kunst von Ciudad Bolívar betraut. Er war auch wieder Teilnehmer der Biennale von Venedig in den Jahren 1984, 1986 und 1993.
Für die „X-Art-Wall“-Serie der Marburger Tapetenfabrik gestaltete Alviani 1972 Motive, welche als Multiple auf Tapeten übertragen wurden, die im selben Jahr auf der Documenta 5 zu sehen waren.
Seit 2000 ist er in vielen wichtigen Ausstellungen: Triennale von Mailand, Kunsthaus Graz, Siena Palazzo delle Papesse, in Rom, in der Académie de France, Buenos Aires Biennale, der Wanderausstellung Licht, Bewegung und Programmierung, in wichtigen deutschen Museen und auf der Rom Quadriennale vertreten.
Alviani lebte und arbeitete in Mailand.

## Werke in öffentlichen Sammlungen (Auswahl)
- Stiftung für Konkrete Kunst und Design Ingolstadt

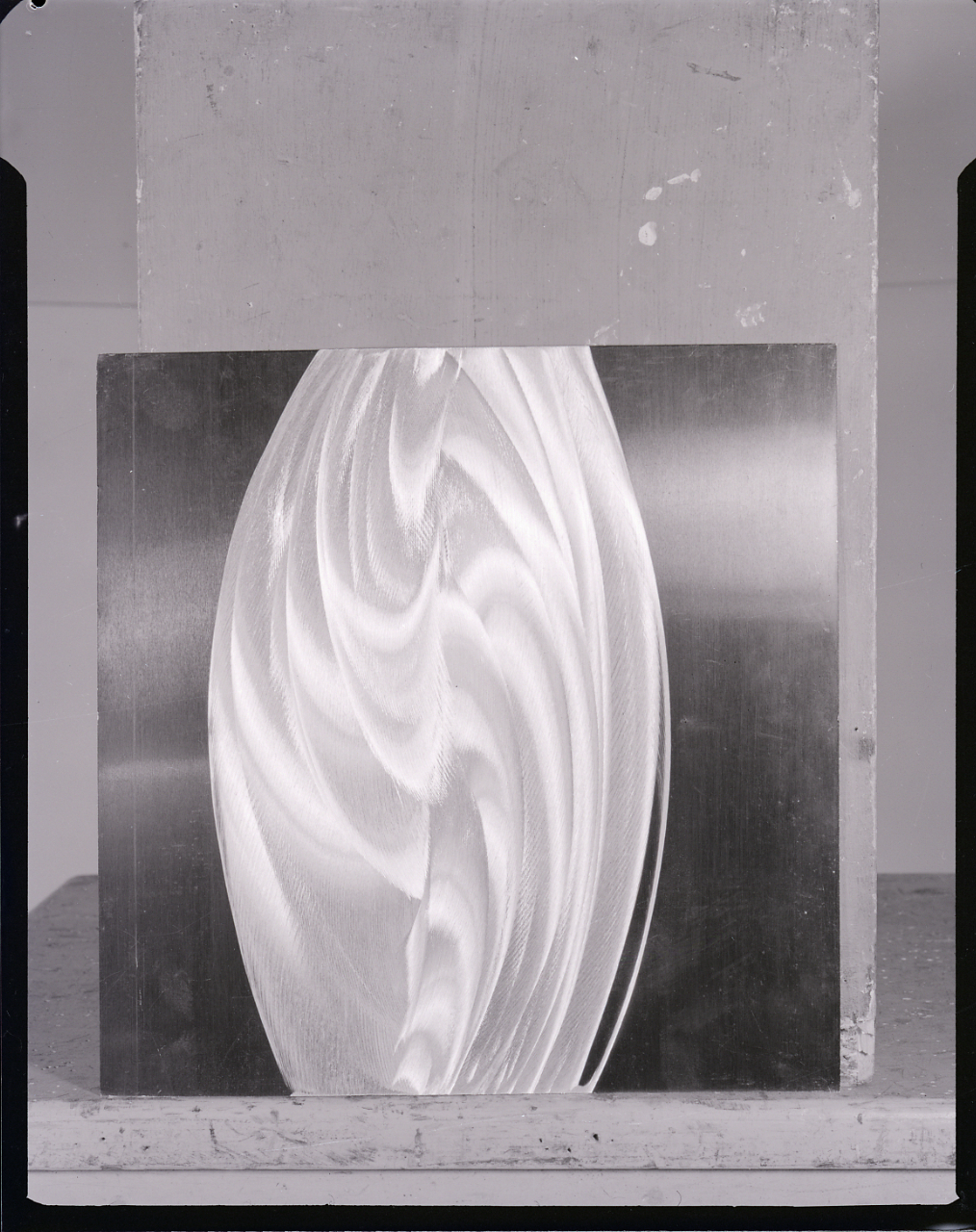
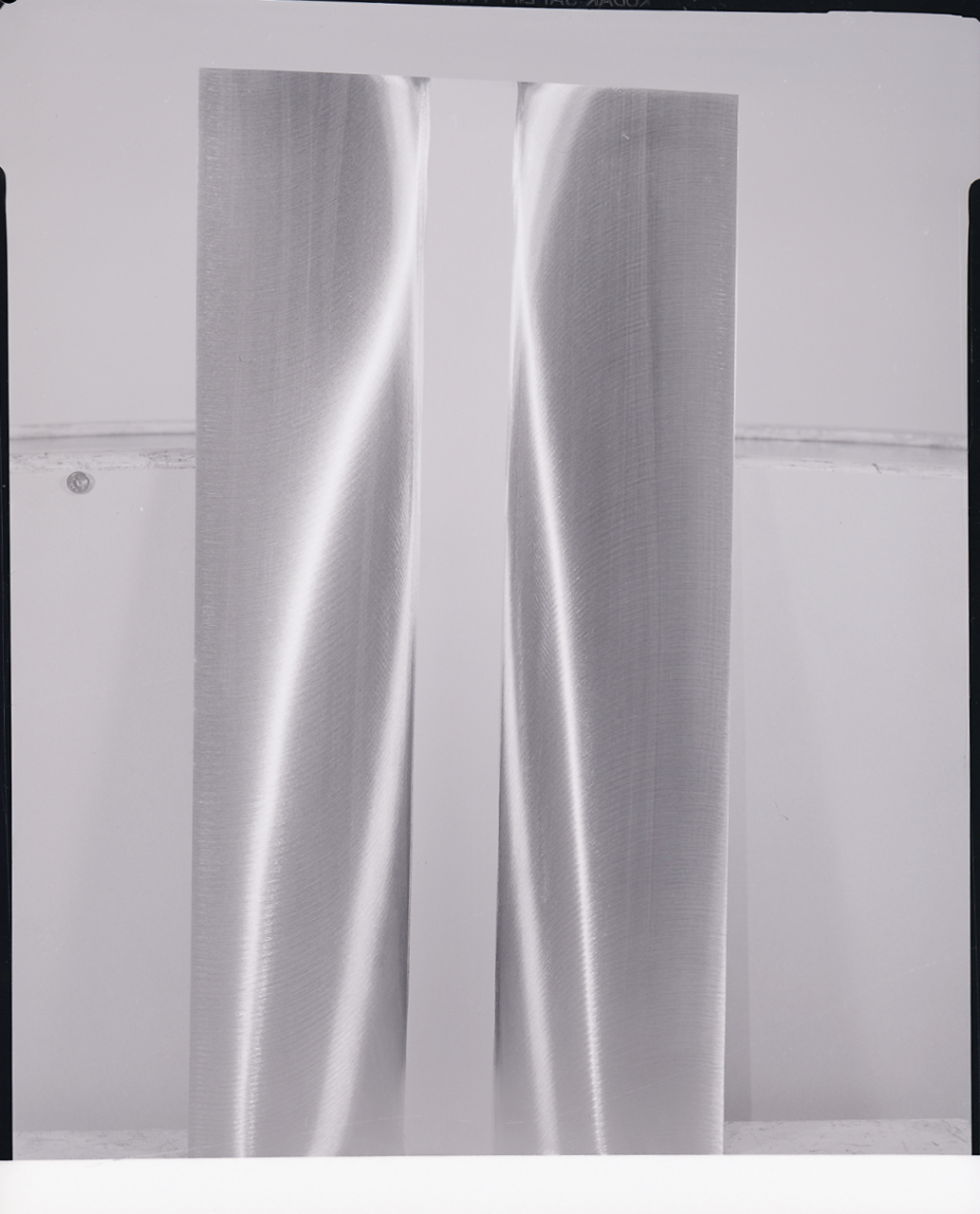

## Publikationen
- Getulio Alviani, Giancarlo Pauletto: Michel Seuphor, Concordia Sette, Pordenone 1987.
- Giancarlo Pauletto, Margaret A. Miller: Richard Anuszkiewicz: Opere 1961–1987, photographs by Getulio Alviani, Centro Iniziative Culturali, Pordenone 1988.
- Getulio Alviani: Josef Albers, L’arca edizioni, Pordenone 1988, ISBN 88-7838-001-6 und ISBN 978-88-7838-001-1.